# Weimari vizsla
A weimari vizsla egy kutyafajta. Szikár, borostyán- vagy ritkábban vízkék szemszínű, ezüstös, őz- vagy egérszürke szőrű, gyakran sötétebb hátcsíkkal bíró fajta. Többnyire rövid szőrű változatát tenyésztik, de hosszú, sőt sörtés szőrváltozatban is előfordul. Rámenőssége miatt, mint a hivatásos vadászok szolgálati kutyája szerzett hírnevet. Az USA-ban igen felkapott fajta. Gyakoribb ott, mint eredeti hazájában Németországban.

## Eredete és története
A weimari vizsla, melyet a 19. század óta tenyésztenek, az 1950-es évek elején „robbant be” Britanniába, s azóta is igen népszerű családi kedvenc, kiállítási eb. Az Egyesült Államokban is kedvelik, a legjobb tenyésztörzsek e két országban kaphatók. Ám a weimari vizsla valójában nem új jövevény, hiszen Németországban, a weimari udvarban a 18. század vége felé kifejezetten vadászkutyának tenyésztették. Állítólag vérebek, pointerek és a régi Szent Hubertusz kopók „segédkeztek” külleme kialakításában. Ezüstszürke színe igen jellegzetessé teszi. Középtermetű állat, megjelenése arisztokratikus, elegáns. Két változatban is tenyésztik (rövid és hosszú szőrű - ennek szőre 2,5–5 cm hosszú, a farkon és a végtagokon zászlót képez), de az utóbbit nem minden államban, így például az USA-ban sem ismerik el. A weimari vizsla (vagy „ezüst kísértet”) kiváló vadászkutya, eredetileg nagyvadra vadásztak vele. Szófogadó és kitűnően idomítható; nagyszerű engedelmességi versenyző; mind rendőr-, mind őrkutyaként használatos. Derék házi kedvenc, de akkor a legboldogabb, ha munkát adnak neki.
A fajtát Van Dyck is megörökítette egyik 17. századi festményén.

## Természete
Eredetileg az úri passzióból vadászó nemesemberek kísérője és vadászebe volt. Mozgékony, határozott magatartású, bátor és értelmes fajta. Mozgásigénye igen nagy, határozott nevelést igényel.

## Méretek
Marmagassága 61-68,5 cm (kan), illetve 56-63,5 cm (szuka)

## Testtömeg
32–39 kg

## Külső hivatkozások
- Weimari vizsla fajtaleírás: a mindenes vadászkutya, akit ezüst kísértetnek is hívnak
- Weimari vizsla fajtaismertető a Kutya-Tár-ban
- Weimari vizsla fogazatáról
- Weimari vizsla csontozatáról[halott link]